# Limnephilus ectus
Limnephilus ectus là một loài Trichoptera trong họ Limnephilidae. Chúng phân bố ở miền Tân bắc.